# Anacamptodon compactus
Anacamptodon compactus là một loài Rêu trong họ Fabroniaceae. Loài này được (Thér.) W.R. Buck miêu tả khoa học đầu tiên năm 1980.